# Knudsskov
Knudsskov er en dansk skov på Sydsjælland i Vordingborg Kommune på Knudshoved Odde, en femten kilometer lang halvø der skiller Avnø Fjord fra Smålandsfarvandet. Skoven hører under Rosenfeldt Gods.
|  | Denne artikel om lokaliteten Knudsskov kan blive bedre, hvis der indsættes et (bedre) billede. Du kan hjælpe ved at afsøge Wikimedia Commons for et passende billede eller lægge et op på Wikimedia Commons med en af de tilladte licenser og indsætte det i artiklen. |

55°03′32″N 11°44′10″Ø / 55.0589°N 11.736°Ø